# Penne (Pescara)
Penne is een gemeente in de Italiaanse provincie Pescara (regio Abruzzen) en telt 12.518 inwoners (31-12-2004). De oppervlakte bedraagt 90,4 km², de bevolkingsdichtheid is 139 inwoners per km².

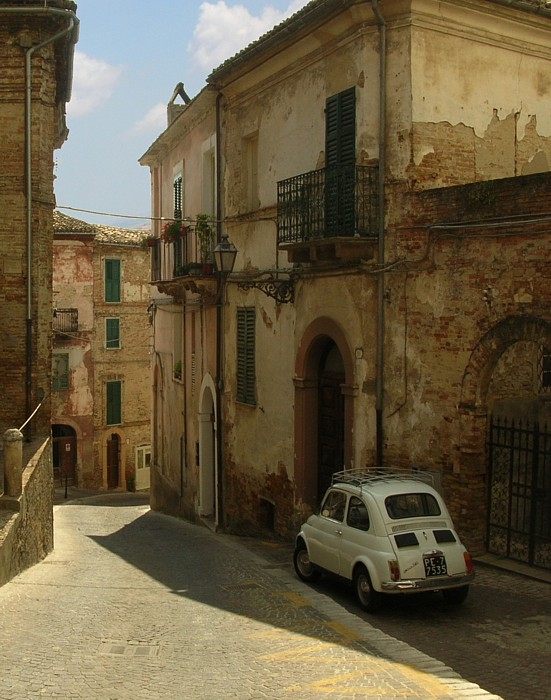
Straat in Penne
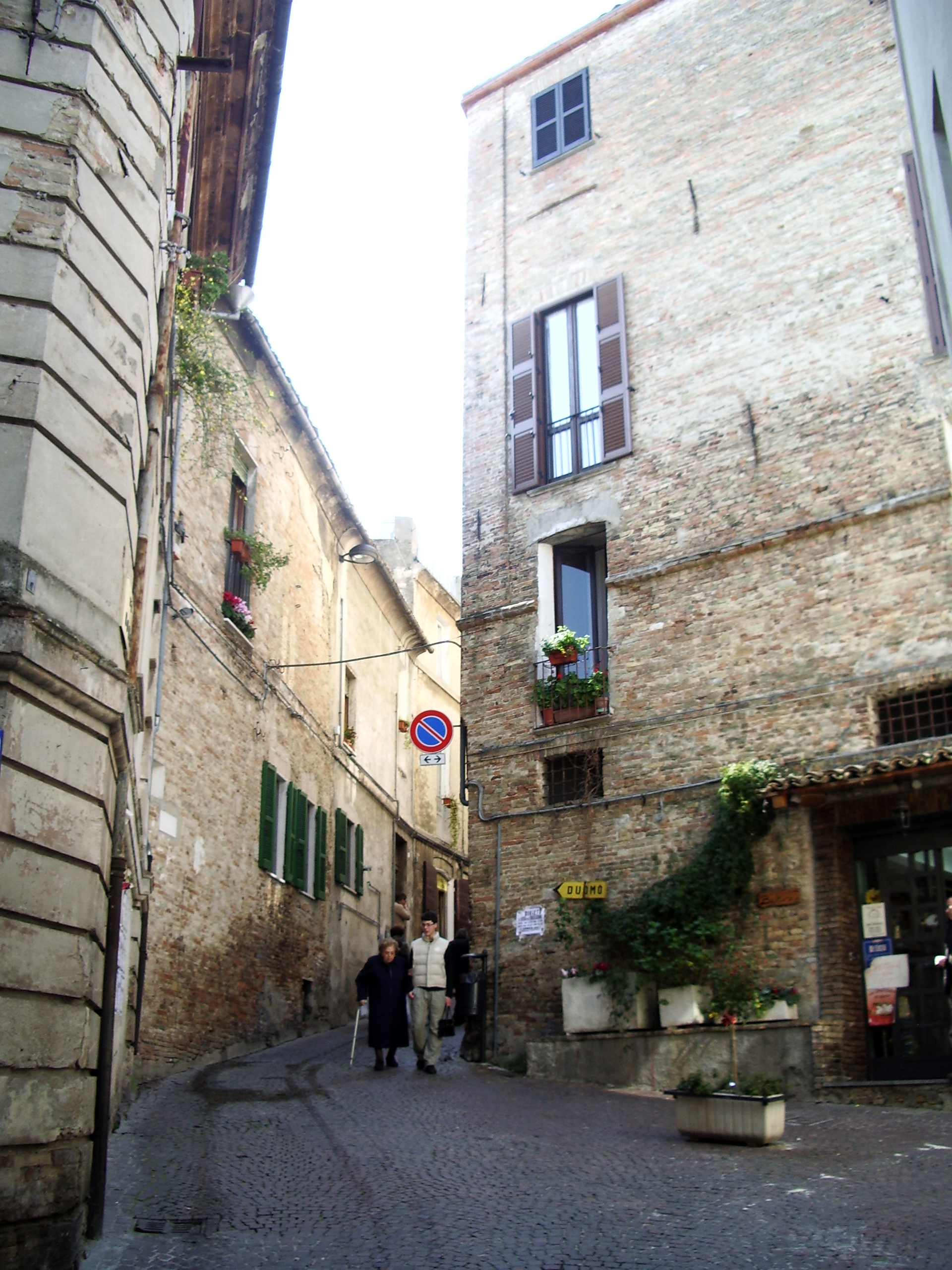
Centrum van Penne
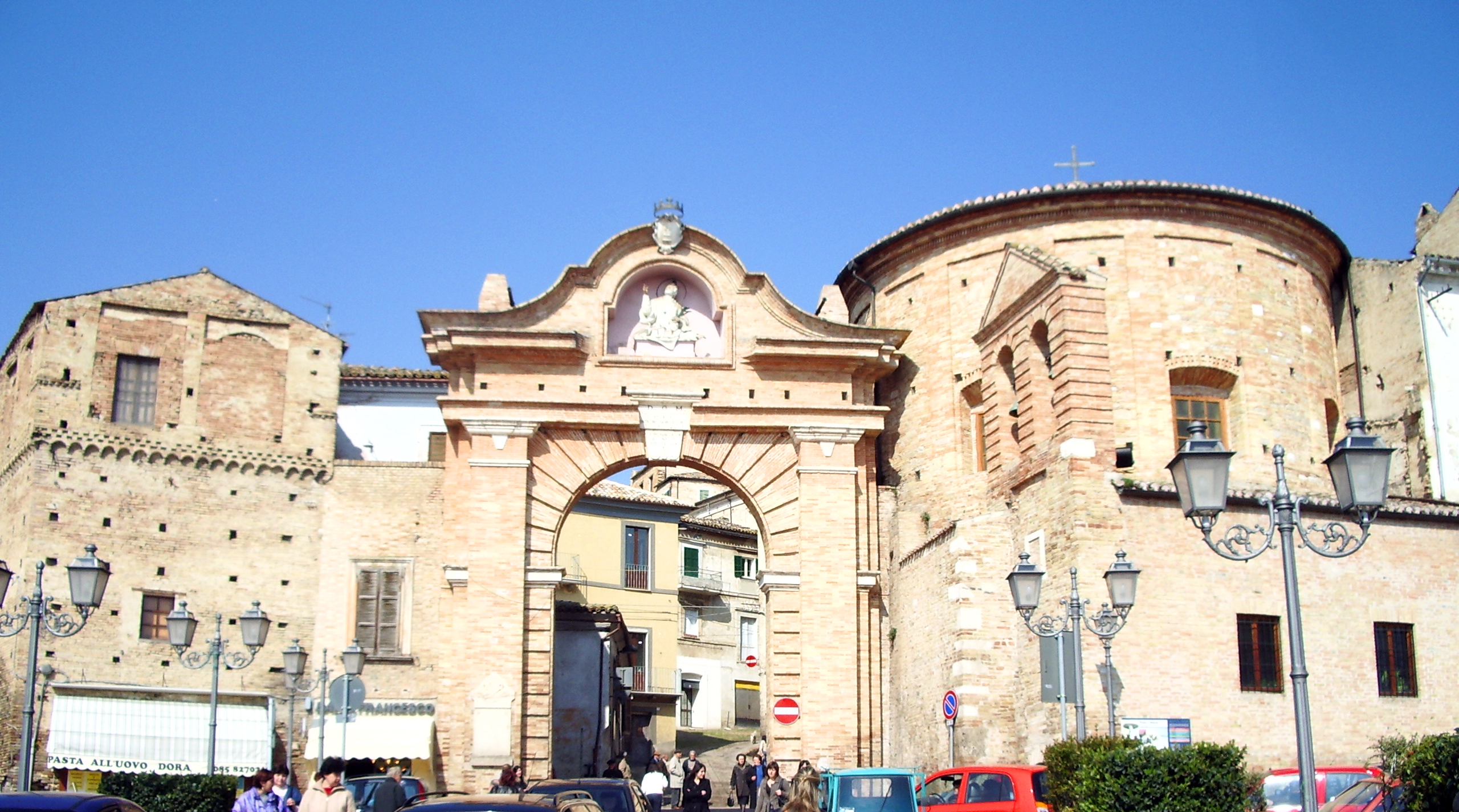
Porta San Francesco

## Demografie
Penne telt ongeveer 4112 huishoudens. Het aantal inwoners steeg in de periode 1991-2001 met 2,3% volgens cijfers uit de tienjaarlijkse volkstellingen van ISTAT.
| Jaar | Inwoneraantal |
| ---- | ------------- |
| 1991 | 12.214        |
| 2001 | 12.495        |

## Geografie
De gemeente ligt op ongeveer 430 m boven zeeniveau.
Penne grenst aan de volgende gemeenten: Arsita (TE), Bisenti (TE), Castiglione Messer Raimondo (TE), Castilenti (TE), Civitella Casanova, Elice, Farindola, Loreto Aprutino, Montebello di Bertona, Picciano.